# The Blackwood Brothers

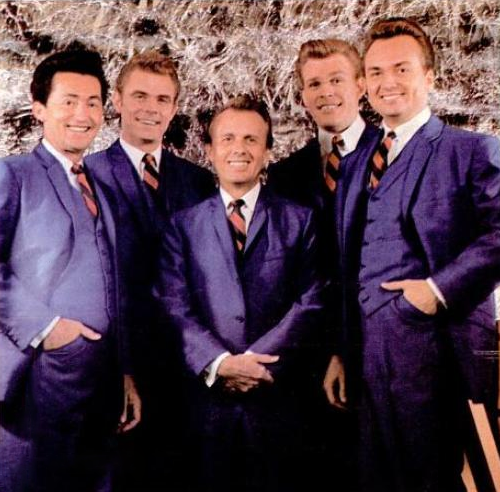
The Blackwood Brothers

The Blackwood Brothers, anfangs bestehend aus den Brüdern Roy Blackwood (* 24. Dezember 1900 in Fentress, Mississippi; † 21. März 1971), Doyle Blackwood (* 22. August 1911 in Ackerman, Mississippi; † 1974) und James Blackwood (* 4. August 1919 in Ackerman, Mississippi; † 3. Februar 2002 in Memphis, Tennessee) sowie Roys Sohn R.W. Blackwood (1921–1954), waren ein US-amerikanisches Gospel-Quartett, die ihre größten Erfolge in den 1950ern und 1960ern verzeichnen konnten.

## Anfänge
1934 gründeten die Brüder Roy, Doyle und James Blackwood zusammen eine Band, die in Kirchen und auf regionalen Veranstaltungen sang. Schon damals vermischten sie alte Hillbillymusik, eine Frühform der Country-Musik mit Gospel. Später stieß der Sohn von Roy Blackwood, R.W., zur Gruppe hinzu. 1937 zogen sie nach Koscinsko, Mississippi, und traten dort bei einem lokalen Radiosender auf, 1938 zogen sie nach Jackson (Mississippi) und traten dort regelmäßig beim Radiosender WJDX auf, der bereits in den gesamten Süden der USA sendete. Die Popularität der Gruppe nahm langsam zu, und sie gingen nach Shreveport, Louisiana. Als sie bei dem V.O. Stamps Label, dem erfolgreichsten Vermarkter von Gospelmusik unterzeichneten, hatten sie eigentlich den Sprung in die Berühmtheit geschafft, allerdings trennten sich die Blackwoods während des Zweiten Weltkriegs.

## Der Durchbruch
1946 fanden die Blackwood Brothers wieder zusammen, jedoch ohne Doyle, der durch Don Smith ersetzt wurde. Doyle gründete danach das Blackwood Gospel Quartet. Als die übrigen Blackwood-Brüder ihren eigenen Musikverlag gründeten, schaffte auch Doyles Band einen Start ins Musikgeschäft. 1950 wurde der zuvor ausgestiegene Bruder Roy durch Bill Lyles ersetzt. Kurz danach zogen sie nach Memphis (Tennessee) und unterzeichneten bei RCA. Ihre erste Session fand 1952 statt, ab 1954 traten sie auch im Fernsehen auf.
Am 30. Juni 1954 starben bei einem Flugzeugabsturz in Alabama R.W. Blackwood und Bill Lyles. Die Gruppe wollte danach zunächst nicht wieder auftreten.  Mit den neuen Sängern J. D. Sumner und Cecil Blackwood, Roy Blackwoods anderem Sohn, nahmen sie bis Mitte der 1960er Jahre dann doch erneut Platten für RCA und Skylite auf, die fast alle großen Erfolg hatten. 1967 erhielten sie den ersten von acht Grammys. James Blackwood gewann in den 1970er Jahren insgesamt siebenmal den Dove Award und wurde in die Gospel Music Hall of Fame aufgenommen.
2005 wurde ihre Coverversion von Jimmie Davis’ Live Was There When It Happened in der Johnny-Cash-Biopic Walk the Line verwendet.

## Bekannteste Titel
- Won’t We Be Happy
- When He Put A Little Sunshine In
- The Family Of God
- Songs That Answer Questions
- Something Beautiful
- Let’s Just Praise The Lord
- It Is Finished
- I’m Winging My Way Back Home
- Jesus Is Lord Of All
- I Love To Be Alone With Jesus
- Jesus Walked That Lonesome Valley
- The Old Country Church